# 제61병기여단
제61병기여단(61st Ordnance Brigade)은 미국 육군 훈련교리사령부 산하 병기기계정비학교(OMMS)의 교육훈련부대로, 메릴랜드주 애버딘 실험장에 주둔하고 있었다.
2011년까지 병기기계정비학교가 폐교하고 모든 병기대 교육훈련과정이 버지니아주 포트 리에서 개교할 예정인 병기학교로 통합하는 계획이 2008년에 세워졌다. 그에 따라 제61병기여단은 포트 리로 넘어가 2010년 10월 12일에 해산하고, 대원들은 제59병기여단으로 옮겨갔다.

## 부대
- 본부 및 본부중대
- 제16병기대대
- 제143병기대대

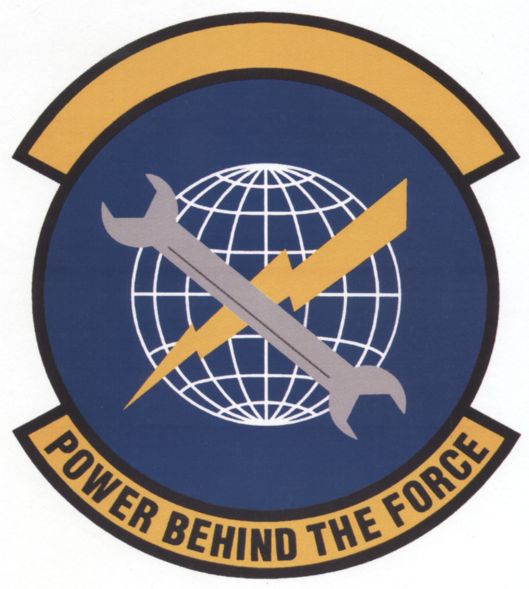
미국 공군 제361훈련대대의 문장

- 제361훈련대대(361st Training Squadron), 제1분견대
- 미국 해병대 분견대

## 계보
- (시기불명), Headquarters and Headquarters Company, 61st Ordnance Brigade

## 같이 보기
- 제59병기여단

## 참고
1. ↑  Yvonne Johnson (2010년 5월 27일). “Ordnance cases its colors, prepares for BRAC move” (보도 자료) (영어). USAG-Aberdeen Proving Ground Public Affairs. 2023년 8월 1일에 확인함.
2. ↑  Skip Vaughn (2010년 9월 30일). “Farewell For School Brigade Troops” (보도 자료) (영어). USAG Redstone. 2023년 8월 1일에 확인함.

- “61st Ordnance Brigade”. 《globalsecurity.org》 (영어). 2023년 8월 1일에 확인함.